# Captivity narrative

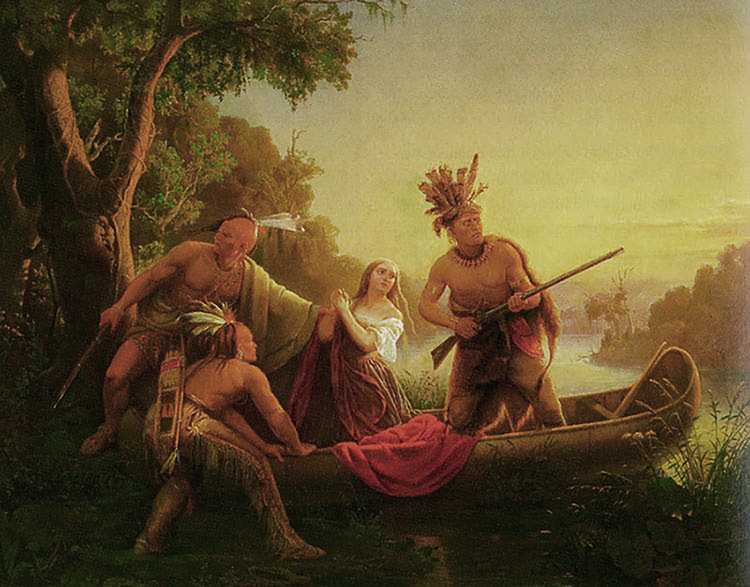
Charles Wimar: Die Entführung von Daniel Boones Tochter Jemima (1853)

Der Ausdruck captivity narrative bezeichnet ein eigenständiges Genre der amerikanischen Literatur, das die Erfahrungen weißer Siedler in Nordamerika, zumeist Frauen, in indianischer Gefangenschaft schildert. Captivity narratives hatten im 17. Jahrhundert einen erheblichen Einfluss sowohl auf die autobiografische Literatur als auch später auf den amerikanischen Roman.
Bekannt in diesem Zusammenhang wurden u. a. die Schicksale von Mary Rowlandson (1637–1711), Elizabeth Hanson (1684–1737) oder Cynthia Ann Parker (1826–1870).
Ein bekanntes Werk ist der Roman The History of Maria Kittle von Ann Eliza Bleecker, posthum 1797 erschienen.